# Kacanovy
Kacanovy település Csehországban, Semilyi járásban. Kacanovy Olešnice, Turnov, Vyskeř, Karlovice és Hrubá Skála településekkel határos. Lakosainak száma 226 fő (2024. január 1.).

## Népesség
A település lakosságának változását az alábbi diagram mutatja:
| Lakosok száma | 362  | 417  | 383  | 266  | 179  | 159  | 218  | 212  | 212  | 226  |
|               | 1869 | 1890 | 1921 | 1950 | 1980 | 2001 | 2017 | 2019 | 2022 | 2024 |